# Aloe acutissima
Aloe acutissima ist eine Pflanzenart der Gattung der Aloen in der Unterfamilie der Affodillgewächse (Asphodeloideae). Das Artepitheton acutissima leitet sich vom Superlativ des lateinischen Wortes acute für ‚gespitzt‘ ab und verweist auf die Laubblätter.

## Beschreibung

### Vegetative Merkmale
Aloe acutissima wächst stammbildend. Die aufrechten, spreizenden oder niederliegenden, stark verzweigte Stämme werden bis zu 1 Meter lang und weisen einen Durchmesser von 2 bis 3 Zentimeter auf. Ihre etwa 20 lanzettlichen, lang verschmälerten Laubblätter bilden ziemlich dichte Rosetten und sind auf einer Länge von 20 bis 30 Zentimetern unterhalb der Triebspitzen ausdauernd. Die graugrüne, rötlich überhauchte Blattspreite ist 30 Zentimeter lang und 4 Zentimeter breit. Die stechenden, bleich braunen Zähne am Blattrand sind 3 Millimeter lang und stehen 10 Millimeter voneinander entfernt. Die Blattscheiden sind grünstreifig.

### Blütenstände und Blüten
Der Blütenstand besteht aus zwei bis drei Zweigen und ist 50 Zentimeter lang. Die ziemlich dichten, zylindrisch-verjüngten Trauben sind 10 bis 15 Zentimeter lang und 5 bis 6 Zentimeter breit. Die deltoiden Brakteen umfassen den rötlich scharlachroten Blütenstiel und weisen eine Länge von 10 bis 15 Millimeter auf. Die rötlich scharlachroten Blüten stehen an 15 Millimeter langen Blütenstielen. Die Blüten sind 30 Millimeter lang und an ihrer Basis verschmälert. Auf Höhe des Fruchtknotens weisen sie einen Durchmesser von 5,5 Millimeter auf, Darüber sind die Blüten leicht verengt und dann zu ihrer Mündung hin erweitert. Ihre äußeren Perigonblätter sind auf einer Länge von 10 Millimetern miteinander verwachsen. Die Staubblätter und der Griffel ragen 1 bis 2 Millimeter aus der Blüte heraus.

### Genetik
Die Chromosomenzahl beträgt {\displaystyle 2n=14}.

## Systematik und Verbreitung

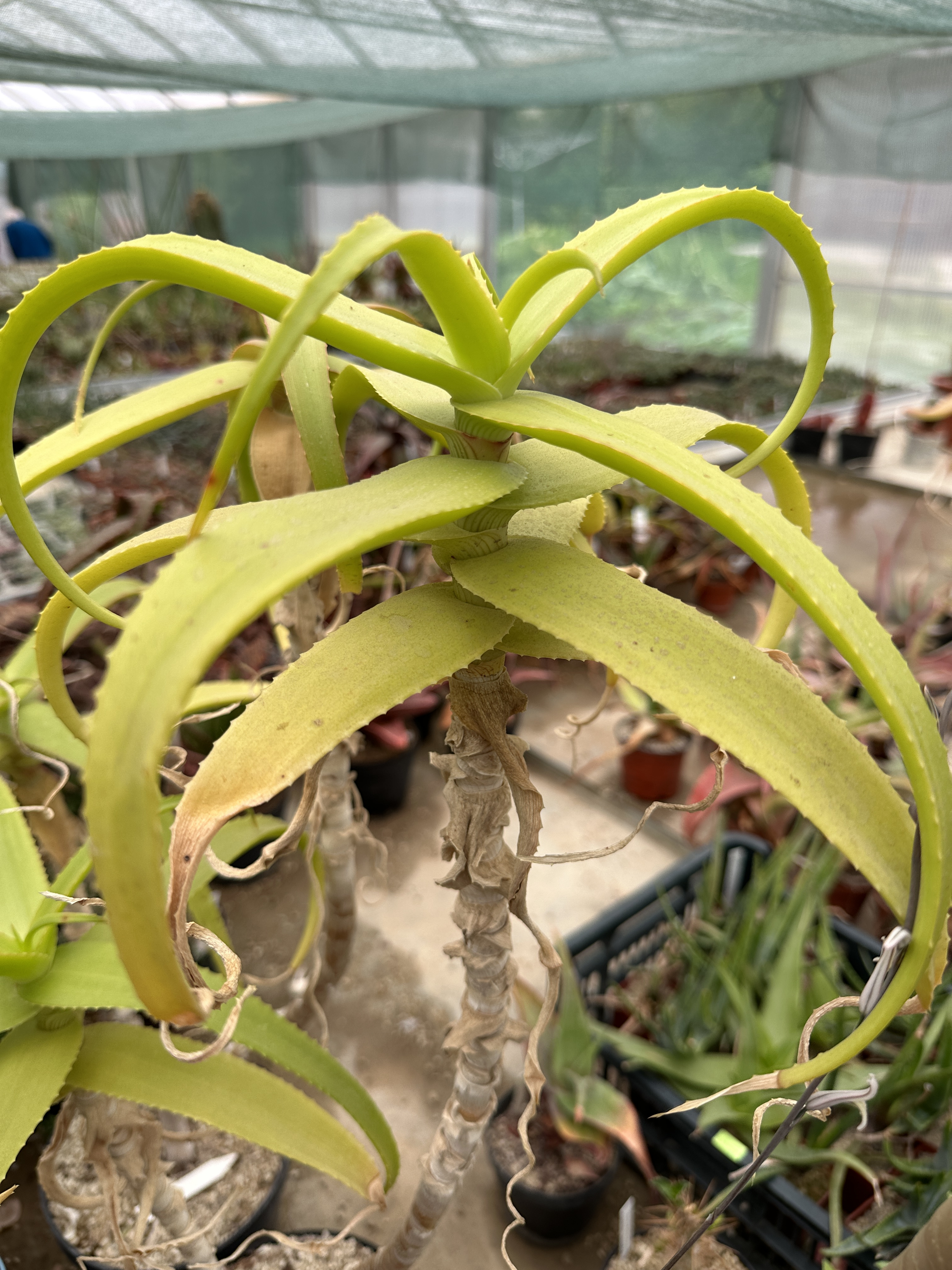
Aloe acutissima var. isaloana

Aloe acutissima ist auf Madagaskar in den Provinzen Fianarantsoa und Toliara auf seichtem Boden auf Felsen in Höhenlagen von 240 bis 1200 Metern verbreitet.
Die Erstbeschreibung durch Henri Perrier de La Bâthie wurde 1926 veröffentlicht. Es werden folgende Varietäten unterschieden:
- Aloe acutissima var. acutissima
- Aloe acutissima var. antanimorensis Reynolds[4]
- Aloe acutissima var. fiherenensis J.-B.Castillon[5]
- Aloe acutissima var. isaloana J.-B.Castillon [5] (Syn. Aloe benenitrensis nomen nudum)
- Aloe acutissima var. itampolensis (Rebmann) J.-B.Castillon[6][7]
- Aloe acutissima var. itampoloana J.-B.Castillon[8]

Ein Synonym von Aloe acutissima var. itampolensis ist Aloe acutissima subsp. itampolensis Rebmann (2008).

## Nachweise